# Autodrom Most
Het Autodrom Most is een permanent circuit nabij de Tsjechische stad Most.

## Geschiedenis
Op 25 mei 1947 werd er voor het eerst een race in de omgeving van Most gehouden, die plaatsvond op een stratencircuit rond een brouwerij. Naarmate de races populairder werden, werd besloten om, tevens voor de veiligheid, een permanent circuit aan te leggen. Tussen 1978 en 1983 werd er gebouwd aan het circuit, waarna deze geopend werd. In 1995 en 2005 werd het circuit gerenoveerd, waarbij er bij de tweede renovatie onder meer een nieuwe chicane werd aangelegd.

## Circuit

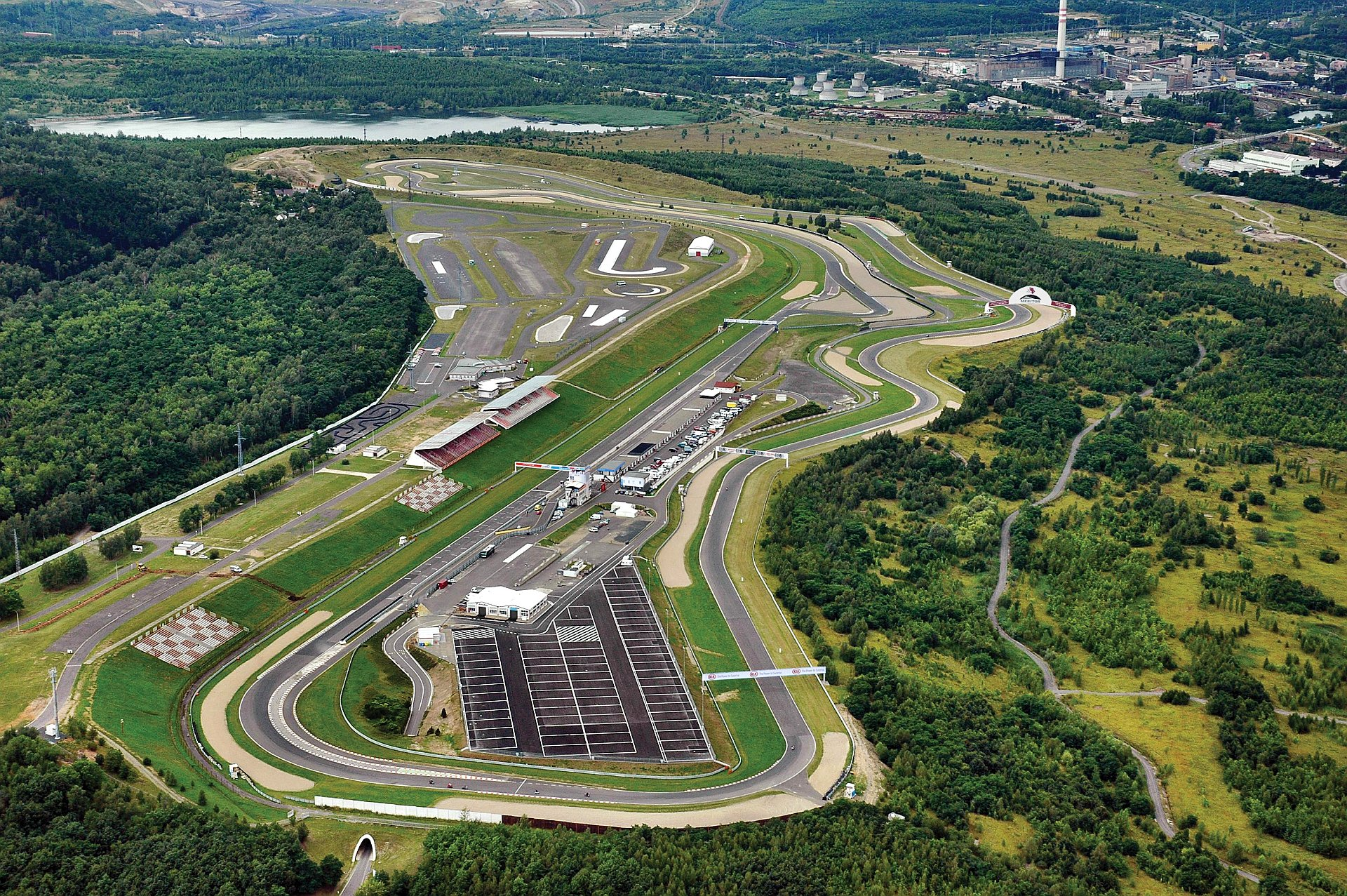
Het Autodrom Most vanuit de lucht gezien

Het circuit bestaat uit 21 bochten, negen naar links en twaalf naar rechts. In totaal is de baan 4212 meter lang en bevat het een recht stuk van 800 meter. Het heeft een breedte van twaalf tot veertien meter en een hoogteverschil van 12,04 meter. Naast het circuit ligt ook een kartbaan. Het circuit is gelegen ten noordwesten van de stad Most en ten zuiden van het meer Matylda.

## Evenementen
Het circuit is in de loop der jaren vaak gebruikt voor lokale races. In 1992 werd er een internationale race in het truckracing georganiseerd, die zo goed beviel dat er vanaf het volgende jaar permanent een race werd gehouden in het European Truck Racing Championship. Ook worden er diverse Formule 3- en GT-races verreden. Daarnaast worden er ook auto's getest en worden er trainingen gegeven voor hulpdiensten.
In 2001 werd het circuit enigszins verrassend opgenomen in de kalender van de Le Mans Series. De race werd gewonnen door Stefan Johansson en Patrick Lemarié en is de enige grote internationale autorace die op het circuit verreden is.
In 2021 worden er voor het eerst races van het wereldkampioenschap superbike en het wereldkampioenschap Supersport op het circuit verreden.